# ريكاردو دي فريتاس كارر
ريكاردو دي فريتاس كارر (20 يناير 1978 في البرازيل – )؛ هو لاعب كرة قدم سابق كان يلعب كمدافع.

## وصلات خارجية
- ريكاردو دي فريتاس كارر على موقع رابطة كرة القدم اليابانية للمحترفين (اليابانية)